# Musagenica (metropolitana di Sofia)
Musagenica è una stazione delle linee M1 e M4 della metropolitana di Sofia.
La stazione fu inaugurata nel 2009 in superficie, esattamente sul ponte di Boulevard Andrei Sakharov.
Non è attivo nessun interscambio con gli altri trasporti pubblici.